# Children of Another God
Children of Another God is het vierde muziekalbum van Nick Magnus solo. Het verscheen in 2010 op zijn eigen platenlabel Magick Nuns. Sinds het verlaten van de muziekgroep rond Steve Hackett midden jaren ’80 (de band hield gewoon op te bestaan) bevindt Magnus zich in de marge van de progressieve rock. Hij deed vooral productiewerk, maar af en toe verscheen er een album van hem. Children of Another God is een conceptalbum met als thema het verdelen van mensen en groepen (The Colony Is King), die tegen elkaar strijden. Motto van het album is Conformity is power; Diversity is progress. De schrijver van de teksten Dick Foster is meer voor individualisme. De verhouding tussen Magnus en Steve Hackett is trouwens nog goed, want Hackett speelde mee op dit album en verkocht het album ook via zijn eigen website. Een terugblik op hun samenwerking is te vinden in de track The Colony Is King, dat zou weggehaald lijkt zijn uit de tijd van Spectral Mornings met zware gitaar en toetspartijen.

## Musici
- Nick Magnus – toetsinstrumenten en andere, zang (4)
- Tony Patterson – zang (1), (8), (9)
- Jeannie Farr en Dick Foster – wetenschappers op (1)
- Pete Hicks (ex-Hackettband) – zang (2)(6)
- Glenn Tollett – contrabas (4)
- Andy Neve – zang (5)
- Steve Hackett – gitaar (5)
- John Hackett (ex-Hackettband) – dwarsfluit (5)
- Linda John-Pierre – zang (7)

## Tracklist
Muziek van Magnus, teksten van Foster

| Nr. | Titel                   | Duur |
| --- | ----------------------- | ---- |
| 1.  | Children of Another God | 8:24 |
| 2.  | Doctor Prometheus       | 6:40 |
| 3.  | Twenty Summers          | 4:04 |
| 4.  | Identity Theft          | 3:44 |
| 5.  | The Colony Is King      | 7:25 |
| 6.  | Crimewave Monkeys       | 5:30 |
| 7.  | The Others              | 5:25 |
| 8.  | Bable Tower             | 4:53 |
| 9.  | Howl the Stars Down     | 3:49 |